# Algernon Percy, 10:e earl av Northumberland
Algernon Percy, 10:e earl av Northumberland, född den 29 september 1602, död den 13 oktober 1668, var en engelsk militär, sonson till Henry Percy, 8:e earl av Northumberland, far till Jocelin Percy, 11:e earl av Northumberland.
Northumberland var son till Henry Percy, 9:e earl av Northumberland, som, fastän han var protestant, anklagats för delaktighet i krutkonspirationen och, trots att detta inte kunnat bevisas, tvingades tillbringa 15 år som fånge i Towern (till 1621). 
Northumberland var på 1630-talet ivrigt verksam för flottans omorganisation och blev 1638 storamiral. Han förde 1639 befälet över Karl I:s armé vid skotska gränsen. Han blev småningom allt mer missnöjd med kungens politik, blev en av parlamentspartiets ledare i överhuset och insattes 1644 i den provisoriska regeringskommittén Committee of Both Kingdoms. 
Han utsågs samma år av parlamentet till guvernör för kungens yngre barn, deltog som underhandlare i flera försök att komma till uppgörelse med Karl och ledde 1648 i överhuset oppositionen mot kungens ställande inför riksrätt. Northumberland höll sig efter Karls avrättning alldeles fjärran från politiska ärenden, tills han vid restaurationen utsågs till medlem av Karl II:s råd.